# Grande Prêmio da Grã-Bretanha de 1995
Resultados do Grande Prêmio da Grã-Bretanha de Fórmula 1 realizado em Silverstone em 16 de julho de 1995. Oitava etapa da temporada, nele o britânico Johnny Herbert, da Benetton-Renault, venceu pela primeira vez em sua carreira.

## Classificação da prova

### Treinos oficiais
| Pos.   | Nº | Piloto                   | Construtor         | Tempo Q1  | Tempo Q2  | Diferença |
| ------ | -- | ------------------------ | ------------------ | --------- | --------- | --------- |
| 1      | 5  | Damon Hill               | Williams-Renault   | 1:28.124  | 1:48.800  |           |
| 2      | 1  | Michael Schumacher       | Benetton-Renault   | 1:28.397  | 1:48.204  | + 0.273   |
| 3      | 6  | David Coulthard          | Williams-Renault   | 1:28.947  | 1:48.012  | + 0.823   |
| 4      | 28 | Gerhard Berger           | Ferrari            | 1:29.657  | 1:51.818  | + 1.533   |
| 5      | 2  | Johnny Herbert           | Benetton-Renault   | 1:29.867  | 1:55.011  | + 1.743   |
| 6      | 27 | Jean Alesi               | Ferrari            | 1:29.874  | 1:48.205  | + 1.750   |
| 7      | 15 | Eddie Irvine             | Jordan-Peugeot     | 1:30.083  | 1:51.045  | + 1.959   |
| 8      | 8  | Mika Häkkinen            | McLaren-Mercedes   | 1:30.140  | Sem tempo | + 2.016   |
| 9      | 14 | Rubens Barrichello       | Jordan-Peugeot     | 1:30.354  | 1:49.152  | + 2.230   |
| 10     | 7  | Mark Blundell            | McLaren-Mercedes   | 1:30.453  | 56:10.060 | + 2.329   |
| 11     | 25 | Martin Brundle           | Ligier-Mugen/Honda | 1:30.946  | 1:49.414  | + 2.822   |
| 12     | 30 | Heinz-Harald Frentzen    | Sauber-Ford        | 1:31.602  | 1:51.059  | + 3.478   |
| 13     | 26 | Olivier Panis            | Ligier-Mugen/Honda | 1:31.842  | 1:51.657  | + 3.718   |
| 14     | 3  | Ukyo Katayama            | Tyrrell-Yamaha     | 1:32.087  | 1:52.054  | + 3.963   |
| 15     | 23 | Pierluigi Martini        | Minardi-Ford       | 1:32.259  | 2:13.471  | + 4.135   |
| 16     | 29 | Jean-Christophe Boullion | Sauber-Ford        | 1:33.166  | 1:51.086  | + 5.042   |
| 17     | 9  | Massimiliano Papis       | Footwork-Hart      | 1:34.154  | 1:53.097  | + 6.030   |
| 18     | 24 | Luca Badoer              | Minardi-Ford       | 1:34.556  | 1:50.959  | + 6.432   |
| 19     | 10 | Taki Inoue               | Footwork-Hart      | 1:35.323  | Sem tempo | + 7.199   |
| 20     | 21 | Pedro Paulo Diniz        | Forti-Ford         | 1:36.023  | 5:51.829  | + 7.899   |
| 21     | 16 | Bertrand Gachot          | Pacific-Ford       | 1:36.076  | Sem tempo | + 7.952   |
| 22     | 22 | Roberto Moreno           | Forti-Ford         | 1:36.651  | 1:56.374  | + 8.527   |
| 23     | 4  | Mika Salo                | Tyrrell-Yamaha     | Sem tempo | 1:48.639  | + 20.515  |
| 24     | 17 | Andrea Montermini        | Pacific-Ford       | Sem tempo | 1:52.398  | + 24.274  |
| Fonte: |    |                          |                    |           |           |           |

### Corrida
| Pos.   | Nº | Piloto                   | Construtor         | Voltas | Tempo/Diferença | Grid | Pontos |
| ------ | -- | ------------------------ | ------------------ | ------ | --------------- | ---- | ------ |
| 1      | 2  | Johnny Herbert           | Benetton-Renault   | 61     | 1:34:35.093     | 5    | 10     |
| 2      | 27 | Jean Alesi               | Ferrari            | 61     | + 16.479        | 6    | 6      |
| 3      | 6  | David Coulthard          | Williams-Renault   | 61     | + 23.888        | 3    | 4      |
| 4      | 26 | Olivier Panis            | Ligier-Mugen/Honda | 61     | + 1:33.168      | 13   | 3      |
| 5      | 7  | Mark Blundell            | McLaren-Mercedes   | 61     | + 1:48.172      | 10   | 2      |
| 6      | 30 | Heinz-Harald Frentzen    | Sauber-Ford        | 60     | + 1 volta       | 12   | 1      |
| 7      | 23 | Pierluigi Martini        | Minardi-Ford       | 60     | + 1 volta       | 15   |        |
| 8      | 4  | Mika Salo                | Tyrrell-Yamaha     | 60     | + 1 volta       | 23   |        |
| 9      | 29 | Jean-Christophe Boullion | Sauber-Ford        | 60     | + 1 volta       | 16   |        |
| 10     | 24 | Luca Badoer              | Minardi-Ford       | 60     | + 1 volta       | 18   |        |
| 11     | 14 | Rubens Barrichello       | Jordan-Peugeot     | 59     | Colisão         | 9    |        |
| 12     | 16 | Bertrand Gachot          | Pacific-Ford       | 58     | + 3 voltas      | 21   |        |
| Ret    | 22 | Roberto Moreno           | Forti-Ford         | 48     | Motor           | 22   |        |
| Ret    | 1  | Michael Schumacher       | Benetton-Renault   | 45     | Colisão         | 2    |        |
| Ret    | 5  | Damon Hill               | Williams-Renault   | 45     | Colisão         | 1    |        |
| Ret    | 9  | Massimiliano Papis       | Footwork-Hart      | 28     | Suspensão       | 17   |        |
| Ret    | 3  | Ukyo Katayama            | Tyrrell-Yamaha     | 22     | Pane seca       | 14   |        |
| Ret    | 17 | Andrea Montermini        | Pacific-Ford       | 21     | Spun off        | 24   |        |
| Ret    | 8  | Mika Häkkinen            | McLaren-Mercedes   | 20     | Pane elétrica   | 8    |        |
| Ret    | 28 | Gerhard Berger           | Ferrari            | 20     | Roda            | 4    |        |
| Ret    | 25 | Martin Brundle           | Ligier-Mugen/Honda | 16     | Spun off        | 11   |        |
| Ret    | 10 | Taki Inoue               | Footwork-Hart      | 16     | Spun off        | 19   |        |
| Ret    | 21 | Pedro Paulo Diniz        | Forti-Ford         | 13     | Câmbio          | 20   |        |
| Ret    | 15 | Eddie Irvine             | Jordan-Peugeot     | 2      | Pane elétrica   | 7    |        |
| Fonte: |    |                          |                    |        |                 |      |        |

## Tabela do campeonato após a corrida
|   | Pos. | Piloto             | Pontos |
| - | ---- | ------------------ | ------ |
|   | 1    | Michael Schumacher | 46     |
|   | 2    | Damon Hill         | 35     |
|   | 3    | Jean Alesi         | 32     |
| 2 | 4    | Johnny Herbert     | 22     |
|   | 5    | David Coulthard    | 17     |

|   | Pos. | Construtor         | Pontos |
| - | ---- | ------------------ | ------ |
|   | 1    | Benetton-Renault   | 58     |
|   | 2    | Ferrari            | 49     |
|   | 3    | Williams-Renault   | 46     |
|   | 4    | Jordan-Peugeot     | 13     |
| 1 | 5    | Ligier-Mugen/Honda | 10     |

- Nota: Somente as primeiras cinco posições estão listadas.